# Leo Statz
Leo Statz (* 17. Juli 1898 in Köln; † 1. November 1943 in Brandenburg an der Havel) war ein deutscher Unternehmer und Kritiker des Nationalsozialismus.

## Leben

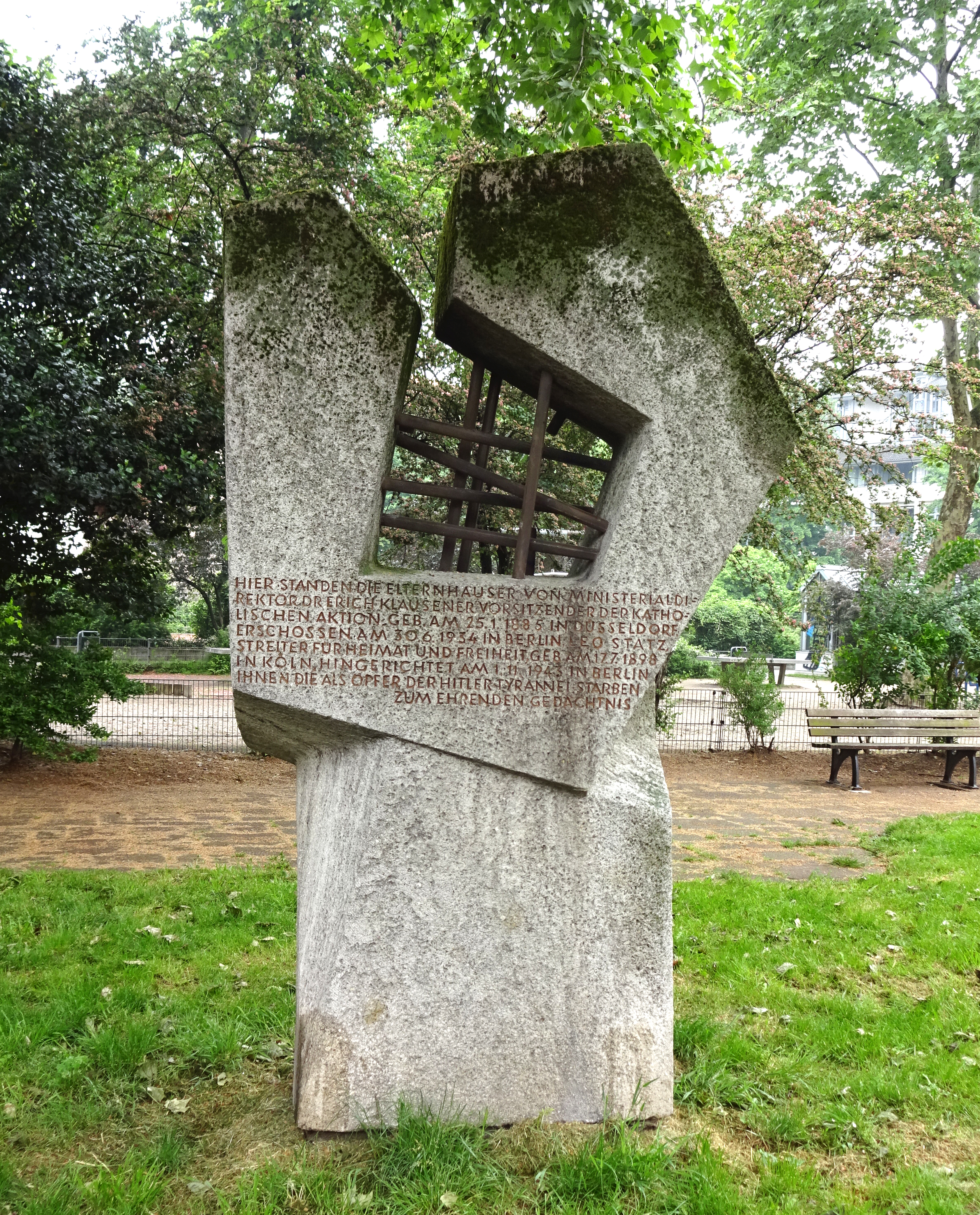
Ehrengedächtnis Erich Klausener und Leo Statz

Leo Statz war Sohn von Richard Statz, der Anfang des 20. Jahrhunderts als Landgerichtsrat nach Düsseldorf versetzt wurde. Er wuchs in Düsseldorf auf und legte mit 17 Jahren sein Abitur ab. Von 1916 bis 1918 nahm er als Offizier am Ersten Weltkrieg teil und war anschließend in deutschen Freikorps.
Im Jahr 1927 wurde Statz Vorstand und Direktor bei der Birresborner Mineralbrunnen AG Düsseldorf und Birresborn.
Im Düsseldorfer Karneval engagierte sich Leo Statz stark. Er verfasste Karnevalslieder und humorvolle Gedichte, früh war er Mitglied im Großen Schützenverein und bei den Düsseldorfer Jonges, später wurde er Präsident des Karnevalsausschusses der Stadt Düsseldorf sowie der Prinzengarde.
Ab 1931 war der Katholik Mitglied der Zentrumspartei und stand nach 1933 in Opposition zu den Nationalsozialisten, die 1934 seinen Vetter Erich Klausener ermordeten. Eine Akte der GeStaPo zu Leo Statz wurde ab 1934 geführt.
In Konflikt mit den Nationalsozialisten kam er beispielsweise durch das Karnevalslied „Duze, Duze, Duze mich“, das von vielen in Anspielung auf Mussolini als „Duce, Duce, Duce mich“ gesungen wurde. Über die Nazis habe er gesagt: „Die Braunen haben es leicht mit uns… Wir haben keine Courage. Eine Straßenbahn-Uniform bringt in Deutschland einen ganzen Wagen voller Menschen zum Strammstehen.“
Am 1. September 1943 verhaftete ihn die Gestapo, nachdem er von einem Angestellten seiner Firma angezeigt worden war. Statz hatte am 22. Juli 1943 Verkaufsverhandlungen mit dem Kantinenwirt einer Trierer Wehrmachtskaserne geführt und soll anschließend in der Kantine zu schwerversehrten Soldaten gesagt haben, dass sie sich ihre Knochen nicht für das deutsche Volk, sondern für Adolf Hitler zusammenschießen lassen und einen fröhlichen Optimismus hätten, zu meinen, dass sie als Schwerversehrte schon durchs Leben kommen würden.

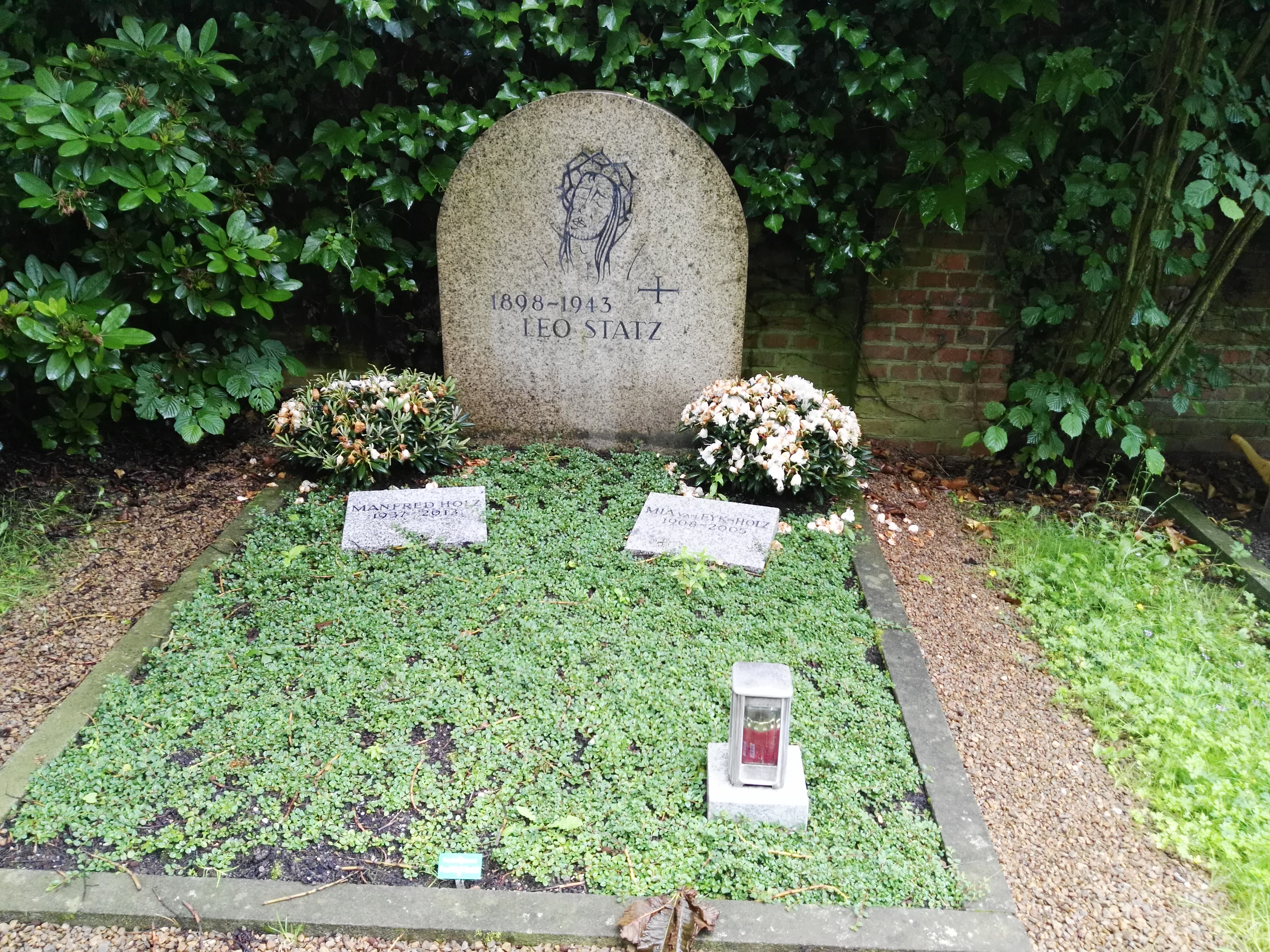
Grab von Leo Statz

Am 27. September 1943 fand die Verhandlung vor dem Volksgerichtshof unter dessen Präsidenten Roland Freisler statt. Statz wurde wegen „Zersetzungspropaganda“ zum Tode verurteilt. Trotz zahlreicher Gnadengesuche wurde die Hinrichtung durch Enthauptung am 1. November im Zuchthaus Brandenburg-Görden vollstreckt.
Leo Statz war mit Mia Wegmann, Tochter eines Textilfabrikanten aus Rhede, verheiratet und hatte einen Sohn. Seine Schwester Magda war die Ehefrau von Hermann Pünder.
Leo Statz wurde auf dem Düsseldorfer Südfriedhof auf Feld 27 an der Friedhofsmauer beigesetzt. Im August 2014 wurden für ihn und seinen Cousin Erich Klausener am Leo-Statz-Platz in Düsseldorf-Unterbilk (damals Kronprinzenstr. 43) Stolpersteine gelegt. Sein Nachlass ist im Hermann-Smeets-Archiv der Bilker Heimatfreunde zugänglich.

## Ehrungen

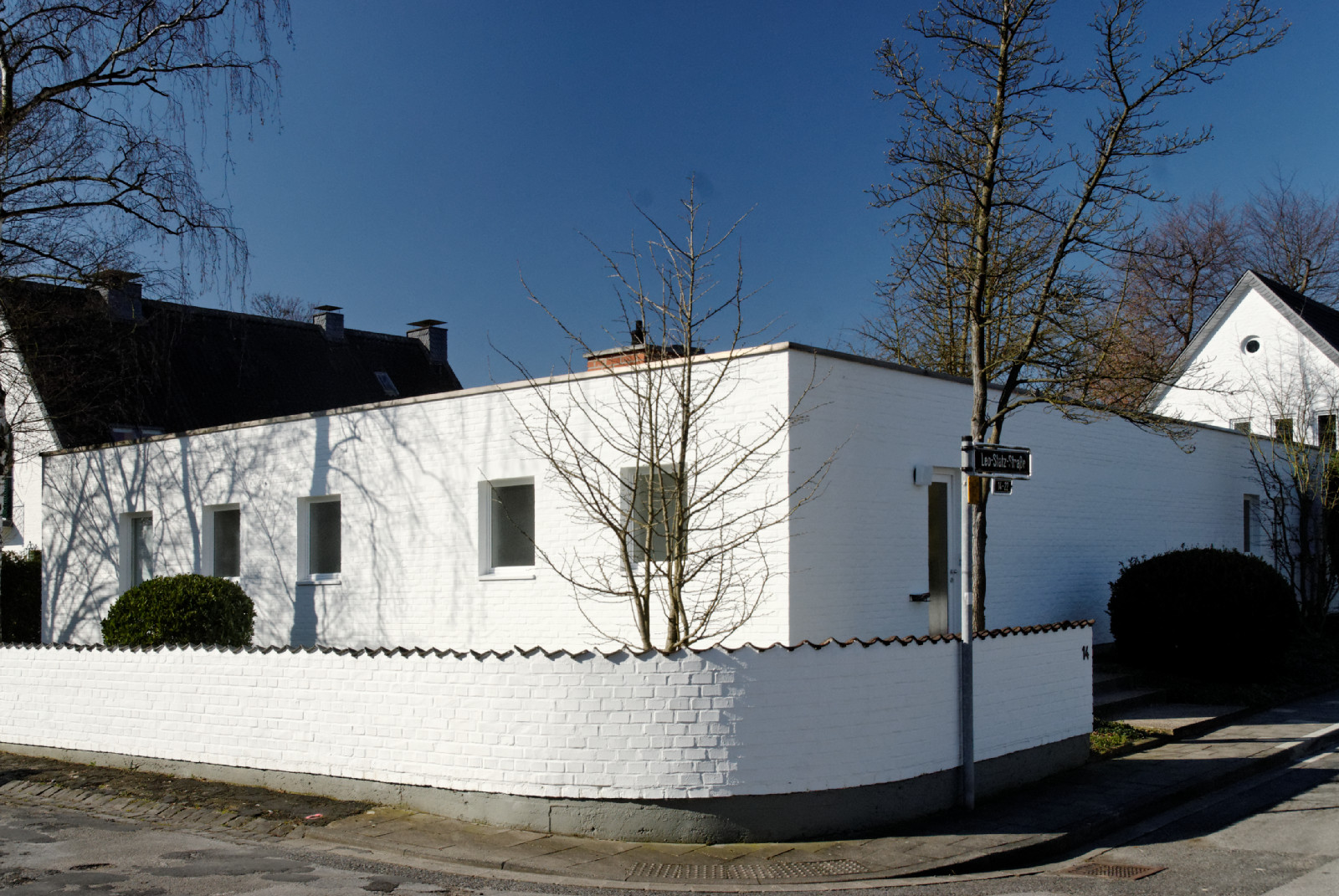
Leo-Statz-Straße

In Erinnerung an Leo Statz tragen in Düsseldorf das Leo-Statz-Berufskolleg, eine Straße in Golzheim und ein Platz in Unterbilk seinen Namen. Auf diesem Leo-Statz-Platz in Unterbilk, am ehemaligen Standort des Hauses Kronprinzenstraße 43 (Geburtshaus von Erich Klausener und Eigentum des Vaters von Leo Statz) steht ein Gedenkstein. Der Entwurf für das aus Muschelkalk gefertigte 2,6 Meter hohe Denkmal stammt von Günter Haese, Meisterschüler von Ewald Mataré. Haeses Entwurf wurde 1963 vom Bildhauer Wolfgang Kuhn umgesetzt. Die Funken-Artillerie Rot-Wiss verleiht jährlich die Leo-Statz-Plakette für Verdienste um den Düsseldorfer Karneval. In Rhede ist der Leo-Statz-Weg nach ihm benannt. Das Haus Nr. 6 ließ er in den Jahren 1942 und 1943 für sich und seine Familie errichten.
Die katholische Kirche hat Leo Statz im Jahr 1999 als Glaubenszeugen in das deutsche Martyrologium des 20. Jahrhunderts aufgenommen.